# Tymofiy Mylovanov
Tymofiy Mylovanov (en ukrainien : Тимофій Сергійович Милованов ; né le 18 mars 1975 à Kiev) est un économiste ukrainien et ancien ministre du Développement économique, du Commerce et de l'Agriculture de l'Ukraine dans le gouvernement d'Oleksiy Honcharuk.

## Biographie
En 1997, Tymofiy Mylovanov obtient un baccalauréat en gestion à l'Institut polytechnique de Kiev. En 1999, il obtient une maîtrise en économie à l'Université nationale Académie Mohyla de Kiev. En 2001, il obtient une maîtrise en économie à l'Université du Wisconsin à Madison et en 2004, Mylovanov a obtenu un doctorat en économie dans cette même université.
En 2004–2008, il travaille comme professeur postdoctoral et junior à l'Université de Bonn. En 2008-2011, il travaille comme professeur adjoint à l'Université de Pennsylvanie, puis de 2010-2013, comme chargé de cours dans cette université. De 2015 à 2019, il est professeur agrégé titulaire à l'Université de Pittsburgh. Depuis 2016, il est président de la Kyiv School of Economics. En 2014 et 2015, il rentre dans les premières places du classement Forbes Ukraine parmi les économistes ukrainiens qui ont obtenu le plus grand succès dans le domaine scientifique.
Le 7 juillet 2016, la Verkhovna Rada d'Ukraine l'a élu au conseil de la Banque nationale d'Ukraine (NBU) et, depuis octobre 2016, il occupe le poste de vice-président du conseil de la Banque nationale d'Ukraine.
Le 29 août 2019, la Verkhovna Rada nomme Tymofiy Mylovanov au poste de ministre du Développement économique, du Commerce et de l'Agriculture de l'Ukraine. Il s'est vu offrir le poste de ministre de l'Agriculture dans le Gouvernement Chmyhal formé le 4 mars 2020, mais il a refusé en déclarant que « ce serait un autre type de gouvernement, où je ne serais pas efficace »,. Le président Volodymyr Zelensky lui a alors proposé un poste dans l'administration présidentielle de l'Ukraine, ce qu'il a également refusé.
Après son limogeage en tant que ministre du gouvernement, Mylovanov est nommé président de la Kyiv School of Economics et retourne à l'Université de Pittsburgh.